# Принципал
Принципа́л (від лат. principalis – перший, головний) – це: 

1) основна особа (боржник) у борговому зобов’язанні;

2) юридична особа, від імені і за рахунок якої діє комерційний агент (посередник);

3) особа, що бере участь в угоді за свій кошт;

## Зовнішньоекономічна діяльність
Відповідно до ст.1 підпункту m) «Конвенції про процедуру міжнародного митного транзиту», термін "принципал" означає фізичну або юридичну особу, яка у випадку необхідності за посередництвом уповноваженого представника, бере на себе відповідальність за здійснення операції міжнародного митного транзиту. Принципал являє собою особу від імені якої діє агент (представник), причому ними можуть бути як окремі особи, так і фірми, організації, державні установи. Дії агента – укладання угод за рахунок або від імені і за рахунок принципала. При цьому право підпису документів при угодах – у принципала. 

## Проблема "принципал-агент"
Основна стаття: Проблема "принципал агент". 
Зацікавленість принципала у дешевшому та якіснішому результаті угоди, з іншого боку – байдужість агента до якості (пошук прийнятного на думку агента результату для принципала, але не найоптимальнішого) та бажаність укладення дорожчої угоди (оскільки агент отримує фіксований відсоток від вартості угоди). Агент, зазвичай, володіє більш широкою інформацією не тільки про ринок, а й про якості продукції, послуг та наявні трансакційні витрати з пошуку потрібної угоди. 